# Champagny-en-Vanoise
Champagny-en-Vanoise és un municipi francès situat al departament de la Savoia i a la regió d'Alvèrnia-Roine-Alps. L'any 2007 tenia 664 habitants.

## Demografia

### Població
El 2007 la població de fet de Champagny-en-Vanoise era de 664 persones. Hi havia 284 famílies de les quals 110 eren unipersonals (55 homes vivint sols i 55 dones vivint soles), 71 parelles sense fills, 71 parelles amb fills i 32 famílies monoparentals amb fills.
La població ha evolucionat segons el següent gràfic:
Habitants censats

### Habitatges
El 2007 hi havia 1.299 habitatges, 303 eren l'habitatge principal de la família, 938 eren segones residències i 58 estaven desocupats. 449 eren cases i 837 eren apartaments. Dels 303 habitatges principals, 216 estaven ocupats pels seus propietaris, 69 estaven llogats i ocupats pels llogaters i 19 estaven cedits a títol gratuït; 11 tenien una cambra, 30 en tenien dues, 74 en tenien tres, 84 en tenien quatre i 105 en tenien cinc o més. 234 habitatges disposaven pel capbaix d'una plaça de pàrquing. A 142 habitatges hi havia un automòbil i a 119 n'hi havia dos o més.

### Piràmide de població
La piràmide de població per edats i sexe el 2009 era:
| Homes | Edats   | Dones |
| ----- | ------- | ----- |
| 0     | 95 o +  | 0     |
| 0     | 90 a 94 | 4     |
| 4     | 85 a 89 | 4     |
| 0     | 80 a 84 | 8     |
| 12    | 75 a 79 | 16    |
| 8     | 70 a 74 | 8     |
| 16    | 65 a 69 | 8     |
| 16    | 60 a 64 | 20    |
| 4     | 55 a 59 | 12    |
| 24    | 50 a 54 | 24    |
| 24    | 45 a 49 | 8     |
| 20    | 40 a 44 | 24    |
| 36    | 35 a 39 | 24    |
| 12    | 30 a 34 | 28    |
| 24    | 25 a 29 | 32    |
| 8     | 20 a 24 | 12    |
| 4     | 15 a 19 | 20    |
| 12    | 10 a 14 | 40    |
| 4     | 5 a 9   | 20    |
| 32    | 0 a 4   | 28    |

## Economia
El 2007 la població en edat de treballar era de 416 persones, 358 eren actives i 58 eren inactives. De les 358 persones actives 353 estaven ocupades (188 homes i 165 dones) i 6 estaven aturades (1 home i 5 dones). De les 58 persones inactives 28 estaven jubilades, 16 estaven estudiant i 14 estaven classificades com a «altres inactius».

### Ingressos
El 2009 a Champagny-en-Vanoise hi havia 298 unitats fiscals que integraven 677 persones, la mediana anual d'ingressos fiscals per persona era de 19.070 €.

### Activitats econòmiques
Dels 137 establiments que hi havia el 2007, 1 era d'una empresa extractiva, 4 d'empreses alimentàries, 3 d'empreses de fabricació d'altres productes industrials, 22 d'empreses de construcció, 10 d'empreses de comerç i reparació d'automòbils, 2 d'empreses de transport, 32 d'empreses d'hostatgeria i restauració, 2 d'empreses d'informació i comunicació, 4 d'empreses financeres, 18 d'empreses immobiliàries, 4 d'empreses de serveis, 31 d'entitats de l'administració pública i 4 d'empreses classificades com a «altres activitats de serveis».
Dels 45 establiments de servei als particulars que hi havia el 2009, 1 era una oficina bancària, 3 paletes, 2 guixaires pintors, 7 fusteries, 3 lampisteries, 4 electricistes, 2 empreses de construcció, 2 perruqueries, 16 restaurants i 5 agències immobiliàries.
Dels 10 establiments comercials que hi havia el 2009, 1 era un supermercat, 1 una botiga de menys de 120 m², 1 una fleca, 2 carnisseries, 1 una llibreria i 4 botigues de material esportiu.
L'any 2000 a Champagny-en-Vanoise hi havia 13 explotacions agrícoles que ocupaven un total de 350 hectàrees.

## Equipaments sanitaris i escolars
El 2009 hi havia una escola elemental.

## Poblacions més properes
El següent diagrama mostra les poblacions més properes.